# Fritz Paul (Skandinavist)
Fritz Paul (* 4. April 1942 in Nesselwang) ist ein deutscher Skandinavist. Er ist emeritierter Professor für „Germanische, insbesondere nordische Philologie“ an der Georg-August-Universität Göttingen.

## Leben
Nach dem Abitur 1962 in Kempten (Allgäu) studierte Paul von 1964 bis 1968 Germanistik und Nordistik an der Ludwig-Maximilians-Universität München und an der Universität Oslo. 1968 wurde er mit der Dissertation Symbol und Mythos. Studien zum Spätwerk Henrik Ibsens promoviert. Von 1968 bis 1972 war er wissenschaftlicher Assistent am Seminar für Nordische Philologie und Germanische Altertumskunde der Ludwig-Maximilians-Universität München.
1972 habilitierte sich Paul in München für das Fach „Nordische Philologie“. Im selben Jahr wurde er auf eine Professur für Ältere und Neuere Skandinavistik an die Ruhr-Universität Bochum berufen. Ab 1979 war er bis zu seiner Emeritierung im Jahr 2007 Professor für „Germanische, insbesondere Nordische Philologie“ an der Georg-August-Universität Göttingen.
Paul war von 1991 bis 1996 Mitherausgeber des Jahrbuchs der Brüder Grimm-Gesellschaft. Seit 1988 ist er ordentliches ausländisches Mitglied der Königlich Schwedischen Akademie der Literatur, Geschichts- und Altertumsforschung, seit 1994 ordentliches ausländisches Mitglied der Norwegischen Akademie der Wissenschaften und seit 1995 ordentliches Mitglied der Akademie der Wissenschaften zu Göttingen. 1993 wurde er als Fellow an das Centre for Advanced Study, Oslo berufen. Von 1994 bis 1996 war er Vizepräsident der Georg-August-Universität Göttingen.

## Forschungsschwerpunkte
Paul beschäftigt sich mit den Literaturen Skandinaviens vom Mittelalter bis zur Gegenwart. Dabei steht vor allem die Literatur des 19. und frühen 20. Jahrhunderts im Mittelpunkt, u. a. Henrik Ibsen und August Strindberg. Vielfach sind Fragestellungen der  Komparatistik und der Übersetzungswissenschaft miteinbezogen. Die bevorzugte literarische Gattung ist das Drama. Einen Nebenschwerpunkt bildet die Altnordische Literatur.

## Schriften
- Symbol und Mythos. Studien zum Spätwerk Henrik Ibsens (= Münchener Universitätsschriften. Reihe der Philosophischen Fakultät. 6, ISSN 0077-1856). Fink, München 1969, (Teilweise zugleich: München, Universität, Dissertation, 1968).
- Henrich Steffens. Naturphilosophie und Universalromantik. Fink, München 1973, (Zugleich: München, Universität, Habilitations-Schrift, 1972).
- August Strindberg (= Sammlung Metzler. 178). Metzler, Stuttgart 1979, ISBN 3-476-10178-9.
- als Herausgeber: Grundzüge der neueren skandinavischen Literaturen (= Grundzüge. 41). Mit Beiträgen von Alken Bruns, Wolfgang Butt, Wilhelm Friese, Bernhard Glienke, Gert Kreutzer, Otto Oberholzer, Fritz Paul. Wissenschaftliche Buchgesellschaft, Darmstadt 1982, ISBN 3-534-08047-5 (2., unveränderte Auflage. ebenda 1991).
- Preise mit Sprengkraft. Skandinavien und seine Nobelpreise. Vortragsabend mit der Akademie der Wissenschaften zu Göttingen im Niedersächsischen Landtag am 11. November 1999 (= Schriftenreihe des Niedersächsischen Landtages zu Themen, die für die Öffentlichkeit von Interesse sind. Heft 38, ZDB-ID 535210-1). Präsident des Niedersächsischen Landtages, Hannover 2000.
- Kleine Schriften zur nordischen Philologie (= Wiener Studien zur Skandinavistik. 9). Edition Praesens, Wien 2003, ISBN 3-7069-0139-0.
- Zahlreiche Aufsätze zur skandinavischen und deutschen Literatur.